# Yumari González
Yumari González Valdivieso (n. Santa Clara, Villa Clara / Sancti Spíritus; 13 de junio de 1979), destacada ciclista de pista cubana, campeona Mundial en 2007 y 2008 y campeona en Juegos Panamericanos, donde ha obtenido cinco medallas.

## Trayectoria deportiva
Es Licenciada en Cultura Física y la única deportista que en la disciplina de ciclismo de pista, ha obtenido cuatro preseas mundiales al sumar en los años 2007 Palma de Mallorca y 2008 medallas de oro y plata en Scratch.
Ha obtenido medallas en mundiales juveniles (1-0-1) y de mayores (2-3-0), Copas del Mundo (3-3-5), Juegos Panamericanos (1-0-3) y del área de Centroamérica y el Caribe (2-3-0).
La consistente pedalista obtuvo en su extraordinaria faena en la ciudad polaca de Pruszkow, medallas de los tres colores en las Copas del Mundo y esa misma cantidad de títulos en el campeonato panamericano de México. Al ser entrevistada por la televisión local de la provincia Sancti Spíritus sobre las actuaciones en el año 2009 dijo: “Este año ha sido muy importante para mi, el mejor en toda mi vida deportiva por los resultados obtenidos y la elección de la deportista más destacada de Cuba en ese período”. En un mismo mundial conquistó oro y plata en dos difíciles carreras de grupo en pista, compartió la votación con la atleta Yargelis Savigne, monarca del orbe en Triple salto.
Cuba terminó séptima general y tercera entre las damas, gracias al oro y la plata de la atleta, por demás, la única medallista de la Isla en esta cita de Pruszkow, pues sorpresivamente Lisandra Guerra, tres veces laureada y campeona defensora en los 500 metros contrarreloj, quedó fuera del podio en esta ocasión. Recuperó el cetro universal del scratch que un año atrás había cedido en Machester al terminar segunda, en un esfuerzo supremo y encomiable, pues dos meses antes había sufrido una grave lesión en un certamen local celebrado en Cienfuegos. Salió el último día en pos de otra medalla y la logró: subtitular en la carrera por puntos. La espirituana es ahora la ciclista cubana con más preseas en estas lides, al sumar cuatro (2-2-0) y es la única bicampeona universal cubana, algo que la ubica en la cumbre de este deporte.

## 2010
Yumari González recordará por siempre el 2010. En marzo obtuvo la plata en el mundial de ciclismo, y el 6 de diciembre gestó la medalla más preciada en los 31 años: Alex, un bebé de 7,1 libras. Expresó Es lo mejor que me ha pasado; no hay comparación. Ser madre me hace la mujer más feliz del mundo.

## 2011
En febrero del 2011 comenzó de nuevo a montar Bicicleta, haciendo 30 o 40 kilómetros desde Cabaiguán a Fomento o Sancti Spíritus, pero ya el 5 de mayo de este año se incorporó oficialmente a los entrenamientos con mayor rigor.
Participó en los IV Juegos Deportivos del ALBA, en Venezuela, plantea que debe adelgazar, pues cuenta con 5 kilos de más y esto le resta velocidad y resistencia.

## Deportista que admira
A la deportista que más admira es a Ana Fidelia Quirós (n. 1963), quien en 1993 sufrió un accidente doméstico que le produjo el 38 % de quemaduras de segundo y tercer grado, pues la cualidad que más valora en un atleta es la perseverancia y la capacidad de levantarse.